# 丁斯多夫-拉德洛
丁斯多夫-拉德洛（德語：Diensdorf-Radlow）是德国勃兰登堡州的市镇，隶属于奥得-施普雷县，总面积为9.35平方千米，截至2020年总人口为588人。